# Un rêve... une vie...
Un rêve... une vie... (anglais : The Dream) est un roman de l'écrivain britannique H. G. Wells paru dans sa langue d'origine en 1924.
Le livre raconte l'histoire d'un homme d'un futur utopique qui rêve la vie entière d'un Anglais des époques victorienne et édouardienne, Harry Mortimer Smith. Comme dans d'autres romans de cette période, dans Un rêve... une vie..., Wells représente le présent comme un « âge de confusion » dont l'humanité pourra sortir avec l'aide de la science et du bon sens.

## Résumé
Vers l'an 4.000 de notre ère, un biologiste nommé Sarnac passe des vacances dans les montagnes et les lacs avec sa maîtresse, Sunray. Avec quatre autres vacanciers, ils visitent dans une vallée voisine des « vestiges anciens [de morts de guerre] » vieux de 2.000 ans. Un peu plus tard, après une brève sieste, Sarnac se réveille d'un « rêve très vif » Le reste du roman consiste en un récit du rêve fait par Sarnac, accompagné, de temps à autre, de discussions avec ses compagnons sur les détails du rêve. Le rêve de Sarnac inclut un souvenir total de la vie de Harry Mortimer Smith. La vie de Smith et les institutions qui la structurent font l'objet, tout au long du roman, d'un commentaire continu du point de vue de l'Utopie réalisée 2000 ans plus tard.
Harry Mortimer Smith est né en 1891 ou 1892 dans la ville fictive de Cherry Gardens, dans une région bordant les South Downs sur la côte sud de l'Angleterre. Son père est un marchand de légumes qui a du mal à subvenir aux besoins de sa famille en raison de l'ignorance du contrôle des naissances ; il tire profit de la vente de produits provenant du domaine voisin de Lord Bramble, où le frère de la mère de Harry Mortimer Smith, l'oncle John Julip, travaille comme jardinier en chef.
Harry dévoile involontairement ce vol lorsqu'il est envoyé travailler au domaine de Lord Bramble, ce qui fait perdre son emploi à son oncle et rend ce dernier dépendant de la famille Smith. L'oncle John débauche le père de Harry, dont la volonté est faible, le poussant à céder à la tentation de boire et de parier sur des chevaux. La seule personne de la maisonnée que Harry estime est sa sœur aînée Fanny, qu'il aide à s'enfuir pour rejoindre un amant à Londres. Les parents de Harry sont scandalisés par le départ soudain de Fanny ; peu après, Smith père meurt, renversé par une automobile.
Harry et sa sœur Prue accompagnent leur mère veuve dans une pension de famille située dans le quartier londonien de Pimlico et dirigée par Matilda Good, une amie de la famille. Wells était fier de certains des personnages secondaires qu'il a esquissés dans cette partie de Un rêve... une vie....
Par hasard, à Londres, Harry reprend contact avec sa sœur Fanny, qui est devenue la maîtresse d'un important éditeur. Ce lien permet à Harry d'obtenir un emploi à Thunderstone House et dans la maison d'édition Crane & Newberry, où son étoile est encore en train de monter à la fin de sa vie. Dans cette partie du roman, Wells analyse l'importance et les limites des éditeurs populaires dans les années précédant la Première Guerre mondiale.
La conclusion de Un rêve... une vie... est principalement consacrée à la vie amoureuse de Harry Mortimer Smith. Juste avant de partir combattre en France, il rencontre Hetty Marcus, la fille d'un fermier. Ils se marient, mais lorsque Harry découvre que Hetty lui a été infidèle en son absence et qu'elle porte l'enfant d'un autre homme, il divorce, bien qu'il soit toujours profondément amoureux d'elle. Wells profite de l'occasion pour commenter les mœurs sexuelles anglaises de l'époque : « Nous n'avions aucune éducation sexuelle, seulement des dissimulations et des répressions. Notre code était toujours le code de la jalousie, à peine déguisé. La fierté et le respect de soi d'un homme étaient toujours liés à la possession animale des femmes - la fierté et le respect de soi de la plupart des femmes étaient, par une sorte de réflexion, liés à la possession animale d'un homme. Nous pensions que cette possession était la clé de voûte de la vie. Tout échec dans cette entreprise centrale impliquait un abaissement monstrueux, et contre cela nos pauvres âmes cherchaient aveuglément les consolations les plus extravagantes. Nous avons caché des choses, nous les avons perverties et déformées, nous avons éludé la question. »
Harry Mortimer Smith épouse bientôt une femme qui travaille dans son entreprise. Ils ont un enfant et sa carrière prospère. Mais il renoue avec Hetty, et sa vie s'arrête brutalement au début des années 1920, lorsqu'il est assassiné par Sumner, le jaloux mari de Hetty.
Dans un épilogue, les personnages de Wells discutent de manière non concluante de la possibilité de l'immortalité humaine et de la possibilité que les souvenirs survivent à la mort.